# Mokane
Mokane – miasto w Stanach Zjednoczonych, w stanie Missouri, w hrabstwie Callaway.